# Upper Swinford
Upper Swinford var en civil parish från 1866 till 1974, i grevskapet Worcestershire (nu West Midlands), i England. Denna civil parish hade 9 135 invånare år 1951.